# Donji Drenovac
Donji Drenovac (izvirno srbsko Доњи Дреновац) je naselje v Srbiji, ki upravno spada pod Občino Žitorađa; slednja pa je del Topliškega upravnega okraja.

## Demografija
V naselju živi 350 polnoletnih prebivalcev, pri čemer je njihova povprečna starost 40,3 let (38,6 pri moških in 42,0 pri ženskah). Naselje ima 121 gospodinjstev, pri čemer je povprečno število članov na gospodinjstvo 3,72.
To naselje je, glede na rezultate popisa iz leta 2002, večinoma srbsko, a v času zadnjih treh popisov je opazno zmanjšanje števila prebivalcev.
|  |

| Demografija | Demografija     | Demografija     |
| Leto        | Št. prebivalcev | Št. prebivalcev |
| ----------- | --------------- | --------------- |
|             |                 |                 |
|             |                 |                 |
|             |                 |                 |
|             |                 |                 |
| 1948        | 508             |                 |
| 1953        | 537             |                 |
| 1961        | 542             |                 |
| 1971        | 592             |                 |
| 1981        | 578             |                 |
| 1991        | 523             | 488             |
| 2002        | 472             | 450             |
|             |                 |                 |

| Etnična sestava po popisu iz leta 2002 | Etnična sestava po popisu iz leta 2002 | Etnična sestava po popisu iz leta 2002 | Etnična sestava po popisu iz leta 2002 | Etnična sestava po popisu iz leta 2002 |
| -------------------------------------- | -------------------------------------- | -------------------------------------- | -------------------------------------- | -------------------------------------- |
| Srbi                                   | Srbi                                   |                                        | 413                                    | 91,77%                                 |
| Romi                                   | Romi                                   |                                        | 37                                     | 8,22%                                  |
| Neznano                                | Neznano                                |                                        | 0                                      | 0,0%                                   |